# 木佐貫洋
木佐貫 洋（きさぬき ひろし、1980年5月17日 - ）は、鹿児島県川内市（現：薩摩川内市）出身の元プロ野球選手（投手）。右投右打。

## 経歴

### プロ入り前
川内市川内南中学校では軟式野球部に所属。川内高校では3年時の1998年、鹿児島県高等学校春季野球大会にて杉内俊哉を擁する鹿児島実業を破り優勝。夏の全国高等学校野球選手権鹿児島大会決勝では鹿児島実業に1-3で惜敗。甲子園出場を逃した。卒業後は亜細亜大学に進学。2年時にはリーグ戦未勝利ながら大学選手権準決勝でドラフト有力候補だった山村路直（九州共立大）と延長10回を投げ合って完封勝利。決勝でも先発し3回1失点で交代するも優勝に貢献した。東都大学リーグ通算31試合登板、12勝8敗、防御率1.80、225奪三振。4年生時は大学選手権で全試合に登板し、準決勝では九州共立大・新垣渚と投げ合って完封勝利、決勝では和田毅（早大）との投手戦を制して優勝。明治神宮大会では右腕の痛みもあって決勝のみ救援登板して胴上げ投手。2季連続で最高殊勲選手、最優秀投手、ベストナインの三冠受賞。第1回世界大学野球選手権日本代表にも選出された。
2002年度ドラフト会議にて読売ジャイアンツから自由獲得枠指名を受けて入団。

### 巨人時代
2003年（1年目）は大学から同期で広島東洋カープの永川勝浩とシーズン最後まで新人王争いを演じ、最終的にリーグ最多タイの2完封(共に中日戦)を含むシーズン10勝を挙げ、新人王に選ばれる。
2004年は成績が伸びず、シーズン途中から一時抑えへ転向する。
2005年は14試合の登板にとどまり未勝利（0勝1敗5セーブ）、7月に右肩甲骨下の手術を受けた。
2006年1月に二岡智宏とともに奄美大島での小久保裕紀・斉藤和巳の自主トレに同行。6月19日のオリックス・バファローズ戦で約1年ぶりに一軍登録、即先発するも、3失点で敗戦投手になる。合計3度先発のチャンスを与えられるが、いずれも序盤にKOされ0勝3敗でシーズンを終え、2年連続未勝利という結果に終わった。
2007年は主力投手であった上原浩治・ジェレミー・パウエルが故障で出遅れたため開幕一軍入りを果たし、自己最高となる12勝（9敗）・防御率3.09を記録した。内海哲也・高橋尚成とともに一年を通してローテーションを守った。
2008年は、開幕から低迷するチームの中で好投し、4月で3勝（1敗）をあげ、敗戦による「8イニング完投」ながら2004年以来となる完投も記録した。しかし5月から調子を崩し、7日の阪神タイガース戦では3回途中金本知憲への頭部死球で危険球退場となる。以後、短いイニングで降板する試合が続き8月に一軍登録を抹消。チームは日本シリーズに出場したが、木佐貫自身は登板機会を回避し、そのままシーズンを終えた。前半戦の貢献を主張したが認められず年俸減で更改した。年末会田有志などの成長株がドミニカウィンターリーグに派遣されることを受け、本人の希望でドミニカへ渡った。
2009年は、開幕先発ローテーション枠争いに敗れ、二軍スタート。8月のローテーションの谷間でようやくシーズン初登板・初先発のチャンスを得たが、3回途中3失点でKOされ、二軍へ降格。その後、一軍登板機会が得られぬまま、シーズンを終えた。二軍では先発の軸として活躍し、リーグ最多勝（9勝）、最多奪三振（94個）の二冠となったが、防御率は4.05と奮わなかった。12月4日、高木康成との交換トレードでオリックス・バファローズへ移籍。

### オリックス時代
2010年は、オープン戦で好投し、開幕ローテーション入りを果たす。3月28日の福岡ソフトバンクホークス戦で、8回途中1失点で、2008年7月27日以来となる609日ぶりの勝利投手となり、移籍後初勝利を挙げた。5月22日の阪神戦から5連勝を記録。6月は29日の東北楽天ゴールデンイーグルス戦で、新人時代の2003年以来となる7年ぶりの完封勝利記録するなど4勝0敗の活躍で6月の月間MVPを獲得する。7月31日の勝利で9勝目を挙げたが、8月6日の千葉ロッテマリーンズ戦で9回2死まで無失点ながら、そこから3失点を喫して敗戦投手になると、この試合から5試合は、自身が登板している間の味方打線の援護が5試合で僅か計2点しかなく、なかなか白星がつかなかった。9月8日のロッテ戦で2失点完投勝利をあげ、3年ぶりの二桁勝利を達成。最終的に防御率3点台も記録したが、好不調の波が激しく、自己ワースト及びこの年のリーグ最多敗戦となる12敗を記録し与四球数はリーグ2位、暴投と与死球数はリーグ最多と制球を乱す試合も多く、また援護率はパリーグでワースト2位の3.71となかなか打線の援護に恵まれなかった。一方で被本塁打は9本と少なかった。また、ロッテ戦では4勝4敗、交流戦では3勝1敗とまずまずの成績を残した一方で、西武戦では5戦4敗、防御率7.01と非常に相性が悪かった。
2011年は、東日本大震災の影響で延期されて実施の4月12日に大阪ドームでの開幕戦で自身初の開幕投手を務め、02年全日本大学野球選手権大会決勝や2003年のオールスターゲーム第1戦同様に早稲田大学野球部出身のホークスの大黒柱和田毅と投げ合い9回0/3を自責点1。だが、12球団の開幕投手で唯一勝利がなく5月4日に登録抹消となった。その後、5月14日に一軍登録され、その日の北海道日本ハムファイターズ戦（函館市千代台公園野球場）に先発したが、2回1死から本塁打と連打で8失点で降板。セ・パ交流戦の阪急ブレーブスユニフォーム復刻試合の5月20日の対広島東洋カープ戦で7回1失点で相手の7番指名打者今村猛の犠牲バントも無難に処理しシーズン初白星を挙げたが、その後は先発で結果を残せず、7月11日の対埼玉西武ライオンズ戦で4回9安打6失点で二軍へ降格。二軍降格を通告され、帰阪する道中の新横浜駅で偶然にも巨人時代のコーチである鹿取義隆と遭遇し、「ツーシームやチェンジアップを覚えたら?」と助言を受け、ツーシームを習得する。その後昇格し、閉幕間際の10月15日の対日本ハム戦で、6回無失点の好投で漸く2勝目をあげた。シーズンを通しては、2勝7敗、防御率4.60と不本意な成績に終わった。
2012年はシーズン初登板となった4月8日の対楽天戦で4安打完封勝利をあげると、4月15日は一昨年かなり苦手にしていた西武相手に7回途中1失点の好投で、連勝スタートとなった。ところが、4月22日の対日本ハム戦で9回1失点の完投負けを喫したのを皮切りに打線の援護に恵まれず白星から遠ざかる。6月6日の対ヤクルト戦で一塁ベースカバーに入った際に、左太もも裏肉離れを発症して翌日一軍登録を抹消。リハビリに努めていたある日、娘に「パパはどうして、昼間から家にいるの?」と尋ねられて戸惑い、その時に同僚の寺原隼人が「僕らは好きな野球をやっていればそれでいいかもしれないけれど、娘たちには肩身の狭い思いをさせられない」と発言したのを思い出して発奮し、7月13日に再登録されると、3試合の救援登板を経て、オールスター明けに2試合連続完投勝利をあげる。その後も先発投手としてシーズン終了までローテーションを守り抜き、防御率2.60、QS率66.7%と先発投手としての責務を果たしたものの、力投しても味方打線の援護に乏しい試合が多く、5勝9敗に終わった。契約更改では、規定投球回をクリアした中では自己最高の2.60だった防御率が評価され1200万円増の6200万円で更改した。

### 日本ハム時代
2013年1月25日、糸井嘉男・八木智哉との交換トレードで赤田将吾・大引啓次と共に北海道日本ハムファイターズへ移籍。同年5月20日の巨人戦では7回を1失点で勝利投手となり、史上12人目の全球団（近鉄を除く12球団）からの勝利を達成した。なお、この試合では高校時代に投げ合った巨人先発の杉内に投げ勝ち、1998年夏の全国高等学校野球選手権鹿児島大会の決勝で投げ負けて以来、約15年ぶりの投げ合いを制している。同年シーズン終了まで先発ローテーションの一角を担い、2桁勝利には届かなかったものの、最終的にはブライアン・ウルフと並んでチームトップタイとなる9勝をマークした。
2014年は、春季キャンプ中にインフルエンザへ感染。一軍公式戦には、若手投手の台頭で5試合しか登板できず、1勝3敗でシーズンを終えた。
2015年は、シーズン終盤まで一軍での登板機会がなく、イースタン・リーグ公式戦でも16試合の登板で0勝6敗、防御率7.67という成績に終わった。9月18日に、翌年の戦力構想から外れていることが判明。他球団での現役続行の可能性などを熟慮した結果、同月29日にこの年限りで現役を引退することを表明した。翌30日には、この年初めての出場選手登録を経て、対千葉ロッテ戦（札幌ドーム）の5回表に1イニング限定で登板。2奪三振を含む三者凡退という内容で、現役生活を締めくくった。11月27日付で、日本野球機構（NPB）から任意引退選手として公示。

### 現役引退後
2016年にはスカウトとして巨人に復帰し、2019年からはファーム投手コーチに就任した。2021年からは再びスカウトに就任した。スカウトを担当した主な選手に直江大輔、船迫大雅、森田駿哉などがいる。

## プレースタイル
直球は2003年に自己最速152km/hを計測。
フォークボールを決め球とする。

## 人物
地元薩摩川内市内には「木佐貫ロード」（距離約1.7km）なるものが存在する。そこは木佐貫本人が中学・高校時代にトレーニングをした場所であり、同選手の活躍と更なる人材輩出を願って、地元市民団体によって名づけられた。
登板時のBGMは入団してからずっとヴァン・ヘイレンの『JUMP』を使用している。打席に入るときはHOTEI & Charの『Stereo Castar』。
当時低迷していた巨人投手陣の再建を期待され招聘された尾花高夫投手コーチが実際に巨人の若手投手の投球を目にした際、「ソフトバンクを超える投手陣を作れる」とコメントしたが、特に木佐貫は「潜在能力は斉藤和巳クラス」と、そのポテンシャルが絶賛された。
2007年から背番号は21から41へ変更。原監督からは「巨人のトム・シーバーになってほしい」という期待のあらわれと、復活して欲しいという意味がこめられているものとみられる（巨人の41番は、かつての斎藤雅樹が着けていた番号でもある）。
几帳面な性格で日記を書く際には、文字を一定の間隔を空けて書くことがテレビ番組で紹介されたことがある。日記を書くことになったきっかけは、リハビリ中に当時巨人のチームリーダーの1人だった小久保裕紀に「苦しいときの記録を残しておけ」とすすめられたという。 
いつでも謙虚で、前向きな姿勢がファンから慕われている。コーチからの助言を聞くときはもちろん、取材などでも直立不動と、生真面目な選手である。練習にも極めて熱心である。本人曰く、大雑把な性格だったが、亜細亜大に入ってから変わったと話している。 
苦手なバッターは「赤星さんや井端さんのようなしつこいバッター」だが、質問に答えてから「ウチの大学の教えを実行しているひと（亜細亜大学の先輩）」と気が付いた。
2008年5月7日の阪神タイガース戦で金本知憲の頭部死球を与えた翌8日、試合前の練習中に本人のもとへ駆け寄って頭を下げて謝罪した。「また思い切り投げてこいよ。気にするなよ、大丈夫だから、と言われました」と、笑顔で対応した金本の気遣いに感謝していた。
歴史学に優れており、ズームイン!!サタデー内のコーナー『プロ野球熱ケツ情報』では、出題されたテーマにまつわる歴史上の人物について語ることが多い。
趣味は地図を持ちながらの街歩き。外出先のオープンテラスからラジオに電話出演したことがある。シーズン中に遠征する際には、趣味と実用を兼ねて、必ず遠征先の地図を自前で持参するという。
高木康成との交換トレードが成立した際に、かねてから親交の深かった岡田彰布と原辰徳の間柄で成立した友情トレードであり、岡田を信頼した上でのトレードであったと言われた。また、清武英利は幹部候補生として修業に出す気持ちと語っており、将来的には巨人に復帰することも示唆していた。
同じシーズンオフにオリックスへ移籍、後に木佐貫と同時に日本ハムへ移籍した赤田将吾とは同郷（鹿児島県出身）同学年で、中学校時代に対戦している（結果は、当時投手だった赤田の1安打完封勝ち）。
オリックスと日本ハムでの現役時代には、『亀山つとむのかめ友 Sports Man Day』（オリックスの地元局・毎日放送が当時ラジオで放送していたスポーツ情報番組）にゲストで随時出演。番組グッズとしてリスナーなどに提供していた鍵庄（兵庫県明石市）製の海苔製品シリーズには、木佐貫の似顔絵を、オリックス時代から代々の番組オリジナルラベルに添えていた。第2代グッズの明石海苔まではオリックス時代のラベルを貼り付けていたが、日本ハム移籍後の2013年5月にNPB全12球団から一軍公式戦で勝利を挙げたことを記念して、翌6月の提供分からラベルを日本ハムバージョンに新調。2014年5月のグッズリニューアルでは、オリックス時代にプライベートで実食したことがある同社製の「明石海苔ふりかけ」を新グッズ候補に推薦したところ、実際にグッズへ採用された。
巨人時代から、移動中などサインができない状況でファンに配る目的で、自身のベースボールカードに直筆サインを入れたものを持ち歩いている。サイン入れは遠征時などの空き時間を利用して行っており、1枚1枚に通し番号を入れた上に100円ショップで購入した小袋に入れるという几帳面さ。球団支給分では足りず自腹でカードを追加購入してまで配布を続けており、2012年には年間で約4000枚を配ったという。

### 鉄道ファン
プロ野球界随一の鉄道ファン。本人曰く、鉄道ファンの分野としては、乗り鉄であり、球場への移動に電車を利用することもある。なお、鉄道路線図を眺めるのも好きとのこと。また、阪急電鉄の車両の座席の高級感や手ざわりを気に入っているとも言う。
2011年3月に全線開通した九州新幹線の宣伝活動にも意欲を燃やしていた。因みに、2004年の部分開通時には出身地・川内駅で一日駅長を務めた。
日本ハム時代には、2013年に北海道テレビ放送「FFFFF」にて札幌市電を貸し切ってのインタビュー収録を行い、また同年の年末スペシャルでは翌年廃線予定だったJR北海道江差線でのロケ企画を行っており引退会見でも江差線ロケを現役時代の思い出の一つとして挙げた。

## 詳細情報

### 年度別投手成績
| 年 度      | 球 団      | 登 板 | 先 発 | 完 投 | 完 封 | 無 四 球 | 勝 利 | 敗 戦 | セ 丨 ブ | ホ 丨 ル ド | 勝 率 | 打 者 | 投 球 回 | 被 安 打 | 被 本 塁 打 | 与 四 球 | 敬 遠 | 与 死 球 | 奪 三 振 | 暴 投 | ボ 丨 ク | 失 点 | 自 責 点 | 防 御 率 | W H I P |
| ---------- | ---------- | ----- | ----- | ----- | ----- | -------- | ----- | ----- | -------- | ----------- | ----- | ----- | -------- | -------- | ----------- | -------- | ----- | -------- | -------- | ----- | -------- | ----- | -------- | -------- | ------- |
| 2003       | 巨人       | 25    | 25    | 7     | 2     | 3        | 10    | 7     | 0        | --          | .588  | 736   | 175.0    | 168      | 18          | 44       | 3     | 7        | 180      | 6     | 1        | 74    | 65       | 3.34     | 1.21    |
| 2004       | 巨人       | 31    | 21    | 2     | 0     | 0        | 7     | 8     | 5        | --          | .467  | 643   | 139.2    | 168      | 20          | 50       | 3     | 11       | 154      | 1     | 0        | 92    | 78       | 5.03     | 1.56    |
| 2005       | 巨人       | 14    | 0     | 0     | 0     | 0        | 0     | 1     | 5        | 0           | .000  | 56    | 13.2     | 13       | 1           | 3        | 0     | 0        | 17       | 0     | 0        | 6     | 6        | 3.95     | 1.17    |
| 2006       | 巨人       | 3     | 3     | 0     | 0     | 0        | 0     | 3     | 0        | 0           | .000  | 54    | 10.1     | 24       | 3           | 2        | 0     | 0        | 7        | 0     | 0        | 11    | 11       | 9.58     | 2.52    |
| 2007       | 巨人       | 26    | 25    | 0     | 0     | 0        | 12    | 9     | 0        | 0           | .571  | 613   | 148.2    | 144      | 17          | 35       | 3     | 0        | 131      | 1     | 0        | 60    | 51       | 3.09     | 1.20    |
| 2008       | 巨人       | 14    | 14    | 1     | 0     | 0        | 6     | 5     | 0        | 0           | .545  | 318   | 74.0     | 87       | 15          | 19       | 0     | 1        | 53       | 3     | 0        | 36    | 34       | 4.14     | 1.43    |
| 2009       | 巨人       | 1     | 1     | 0     | 0     | 0        | 0     | 0     | 0        | 0           | ----  | 12    | 2.2      | 4        | 2           | 0        | 0     | 0        | 2        | 0     | 0        | 3     | 3        | 10.13    | 1.50    |
| 2010       | オリックス | 28    | 28    | 4     | 1     | 0        | 10    | 12    | 0        | 0           | .455  | 767   | 174.1    | 174      | 9           | 71       | 0     | 13       | 140      | 11    | 1        | 85    | 77       | 3.98     | 1.41    |
| 2011       | オリックス | 19    | 12    | 0     | 0     | 0        | 2     | 7     | 0        | 0           | .222  | 322   | 72.1     | 86       | 5           | 22       | 1     | 2        | 60       | 4     | 0        | 42    | 37       | 4.60     | 1.49    |
| 2012       | オリックス | 24    | 21    | 5     | 1     | 1        | 5     | 9     | 0        | 0           | .357  | 628   | 152.1    | 138      | 8           | 42       | 1     | 3        | 96       | 5     | 0        | 47    | 44       | 2.60     | 1.18    |
| 2013       | 日本ハム   | 24    | 24    | 2     | 1     | 1        | 9     | 8     | 0        | 0           | .529  | 620   | 145.0    | 141      | 10          | 50       | 1     | 5        | 95       | 8     | 0        | 64    | 59       | 3.66     | 1.32    |
| 2014       | 日本ハム   | 5     | 5     | 0     | 0     | 0        | 1     | 3     | 0        | 0           | .250  | 115   | 26.0     | 29       | 1           | 7        | 0     | 0        | 21       | 1     | 0        | 12    | 9        | 3.12     | 1.38    |
| 2015       | 日本ハム   | 1     | 0     | 0     | 0     | 0        | 0     | 0     | 0        | 0           | .000  | 3     | 1.0      | 0        | 0           | 0        | 0     | 0        | 2        | 0     | 0        | 0     | 0        | 0.00     | 0.00    |
| 通算：13年 | 通算：13年 | 215   | 179   | 21    | 5     | 5        | 62    | 72    | 10       | 0           | .463  | 4887  | 1135.0   | 1176     | 109         | 345      | 12    | 42       | 958      | 40    | 2        | 532   | 474      | 3.76     | 1.34    |

- 各年度の太字はリーグ最高

### 表彰
- 新人王（2003年）
- 月間MVP：1回（2010年6月）

### 記録
投手記録
- 初登板・初先発：2003年3月30日、対中日ドラゴンズ3回戦（東京ドーム）、2回5失点で敗戦投手
- 初奪三振：同上、1回表に福留孝介から空振り三振
- 初勝利・初先発勝利：2003年4月25日、対横浜ベイスターズ3回戦（横浜スタジアム）、7回3失点
- 初完投勝利：2003年5月10日、対中日ドラゴンズ8回戦（東京ドーム）、9回2失点
- 初完封勝利：2003年7月29日、対中日ドラゴンズ18回戦（東京ドーム）
- 初セーブ：2004年7月4日、対広島東洋カープ18回戦（広島市民球場）、7回裏に4番手で救援登板・完了、3回2失点
- 1000投球回数：2013年5月8日、対東北楽天ゴールデンイーグルス7回戦（札幌ドーム）、5回表2死目にケイシー・マギーを左飛で打ち取り達成　※史上332人目

打撃記録
- 初安打：2003年4月25日、対横浜ベイスターズ3回戦（横浜スタジアム）、3回表にクリス・ホルトから右前安打
- 初打点：2004年7月8日、対横浜ベイスターズ16回戦（東京ドーム）、3回裏に吉川輝昭から右越適時二塁打

その他の記録
- オールスターゲーム出場：3回（2003年、2010年、2013年）
- 全球団勝利：2013年5月20日、対読売ジャイアンツ2回戦（札幌ドーム）、7回1失点　※史上12人目
- マダックス:2回（2012年、2013年）

### 背番号
- 21 （2003年 - 2006年）
- 41 （2007年 - 2009年）
- 12 （2010年 - 2012年）
- 29 （2013年 - 2015年）
- 78 （2019年 - 2020年）